# Margaret Chase Smith
Margaret Chase Smith, född 14 december 1897 i Skowhegan, Maine, död 29 maj 1995 i Skowhegan, Maine, var en amerikansk republikansk politiker. Hon representerade delstaten Maine i båda kamrarna av USA:s kongress, först i representanthuset 1940–1949 och sedan i senaten 1949–1973. Hon var i allmänhet en liberal republikan men förlorade stöd bland de mera liberala väljarna i senatsvalet 1972 i och med att hon stödde Vietnamkriget. Hon var den första kvinnan som tjänstgjorde i båda husen i USA:s kongress. Hittills, är Smith rankad som den längsta tjänstgörande republikanska kvinnan i senaten.

## Biografi
Margaret Chase arbetade som lärare och var sedan verksam inom affärslivet i Maine. Hon gifte sig 1930 med delstatspolitikern Clyde Smith som profilerade sig som motståndare till Ku Klux Klan. Maken Clyde Smith tillträdde 1937 som kongressledamot och Margaret arbetade som hans sekreterare fram till hans död år 1940.
Margaret Chase Smith efterträdde 1940 sin make som kongressledamot. Smith besegrade Horace A. Hildreth i republikanernas primärval inför senatsvalet 1948. Hon vann sedan mot Adrian H. Scolten i själva senatsvalet. Smith efterträddes 1949 i representanthuset av Charles P. Nelson. Hon efterträdde den 3 januari 1949 Wallace H. White i senaten.
Under den värsta antikommunistiska McCarthyismen var hon en av de få som tog bladet från munnen och protesterade mot excesserna.
Smith besegrade Paul A. Fullam i senatsvalet 1954. År 1960 vann hon mot demokraten Lucia M. Cormier i det första senatsvalet i USA:s historia där båda huvudkandidaterna var kvinnor. Smith fick 3,84 % av alla rösterna i republikanernas primärval inför presidentvalet i USA 1964. Smith fick 25 röster på partiets konvent i Daly City i närheten av San Francisco. Hon kom på femte plats och Barry Goldwater nominerades i den första omröstningen. Smith besegrade sedan Elmer H. Violette i senatsvalet 1966. Hon ställde upp för en femte mandatperiod i senaten men förlorade 1972 mot demokraten William Hathaway.